# Adolphe Hugentobler
Adolphe Hugentobler (Cortaillod, cantón de Neuchâtel, 1810 - Lausana, 1890), filósofo y sociólogo suizo, perteneciente a la corriente del Socialismo racional.

## Biografía
Nacido en la Arpitania, cantón de Neuchâtel, Cortaillod, donde poseía una empresa textil, poseía demás intereses considerables en la provincia de Rio Grande do Sul, en Brasil, y acaso en Uruguay. Poseía una constante preocupación moral y religiosa a causa de su educación calvinista, escandalizada por la anarquía moral y social de la época. Habiendo encontrado en Qu'est-ce que la science sociale? del Barón de Colins la respuesta a ciertos problemas que lo atormentaban, Hugentobler propuso a Colins pagar la impresión del resto de su obra. Profundamente conmovido, Colins le dedicó su  Science sociale, cuyos cinco primeros tomos aparecieron gracias a su nuevo amigo en 1857, así como otras dos de sus obras. Sin embargo, en julio de 1858, Hugentobler debió partir bruscamente hacia Brasil donde su fortuna se encontraba amenazada y terminó arruinado. En 1868 su obra Extinction du paupérisme convirtió al Socialismo racional al escritor y periodista Frédéric Borde y colaboró en la principal revista que pregonaba este pensamiento, La Philosophie de l'avenir - Revue du socialisme rationnel. Murió en Laussanne, en 1890.

## Obras
- Dialogues des morts entre Proudhon et Colins, 1867.
- Extinction du paupérisme, 1868.